# Józef Klotz
Józef Klotz (Krakau, 2 januari 1900 – Warschau, 1941) was een Pools voetballer van joodse afkomst. In 1941 werd Klotz vermoord in het Getto van Warschau.
Sperling speelde 2 wedstrijden voor het Pools voetbalelftal. Op 28 mei 1922 maakte hij tegen Zweden, tijdens de inmiddels derde interland voor Polen, de eerste interlandgoal ooit voor het land.